# Peerathet Jantra
Peerathet Jantra – tajlandzki lekkoatleta specjalizujący się w rzucie oszczepem. 
Medalista mistrzostw kraju.
Rekord życiowy: 76,98 (3 września 2016, Mokpo) – rezultat ten jest rekordem Tajlandii.